# Zasłonak fioletowobrzegi
Zasłonak fioletowobrzegi (Phlegmacium balteatum (Fr.) A. Blytt) – gatunek grzybów należący do rodziny zasłonakowatych (Cortinariaceae).

## Systematyka i nazewnictwo
Pozycja w klasyfikacji według Index Fungorum: Phlegmacium, Cortinariaceae, Agaricales, Agaricomycetidae, Agaricomycetes, Agaricomycotina, Basidiomycota, Fungi.
Po raz pierwszy gatunek ten opisany został w 1838 r. przez E. M. Friesa jako Agaricus balteatus. Jeszcze w tym samym roku ten sam autor przeniósł go do rodzaju Cortinarius jako C. balteatus. Obecną nazwę nadał mu Axel Gudbrand Blytt w 1904 r.
Niektóre synonimy:
- Cortinarius balteatus (Fr.) Fr. 1838
- Cortinarius balteatus (Fr.) Fr. 1838 var. balteatus
- Cortinarius balteatus var. praestantoides Reumaux 1996
- Phlegmacium balteatum var. praestantoides (Reumaux) Niskanen & Liimat. 2022[2].

Nazwę polską nadał Andrzej Nespiak w 1981 r., wcześniej (w 1975 r.) gatunek ten opisywał jako zasłonak jasny. Obydwie nazwy polskie są niespójne z aktualną nazwą naukową.

## Morfologia
Kapelusz
Średnica kapelusza 4–10 cm, kształt u młodych owocników półkulisty, później łukowaty, płaski, w końcu płaskowklęsły. Brzeg pozostaje podwinięty nawet u starszych owocników. Powierzchnia podczas suchej pogody pilśniowa lub włóknista, podczas wilgotnej śluzowata. Barwa od różowofioletowej do różowofioletowobrązowej, przy brzegu z odcieniami różowofioletowymi lub fioletowymi.
Blaszki
Wąsko przyrośnięte i wąskie, początkowo jasnosiwe, potem siwobrązowe, na koniec czerwonobrązowe. Ostrza nieco pofalowane.
Trzon
Wysokość 5–8 cm, grubość 1,5–3,5 cm, kształt walcowaty lub pałkowaty, pełny. Powierzchnia podłużnie włóknista, początkowo biała, potem ochrowa, przy podstawie czasami czerwonobrązowa.
Miąższ
Gruby, mięsisty, biały, bez wyraźnego zapachu i smaku.

## Występowanie i siedlisko
Opisano jego występowanie w Ameryce Północnej, Europie i w Maroku. W Europie jest szeroko rozprzestrzeniony, jednak w wielu miejscach jest rzadki. W Polsce jest gatunkiem rzadkim. W piśmiennictwie naukowym do 2003 r. podano 2 jego stanowiska. Rzadki jest również w Słowacji, Niemczech, Holandii i Anglii.
Rośnie na ziemi, w lasach iglastych i mieszanych, głównie na kwaśnej glebie pod świerkami i modrzewiami. W Polsce owocniki tworzy od sierpnia do października.
Grzyb mikoryzowy.

## Gatunki podobne
Podobny jest zasłonak różnobarwny (Cortinarius variicolor). Młode okazy mają blaszki różowofioletowe i różowoniebieski trzon. Wyróżniany przez W. Wojewodę zasłonak gajowy (Cortinarius nemorensis) według Index Fungorum jest synonimem zasłonaka różnobarwnego.